# Angleton, Texas
Angleton là một thành phố thuộc quận Brazoria, tiểu bang Texas, Hoa Kỳ. Năm 2010, dân số của xã này là 18862 người.

## Dân số
- Dân số năm 2000: 18130 người.
- Dân số năm 2010: 18862 người.